# 1556
Năm 1556 (số La Mã: MDLVI) là một năm nhuận bắt đầu vào thứ Tư trong lịch Julius.

## Sự kiện
- Động đất Thiểm Tây 1556

## Mất
- 24 tháng 1: Lê Trung Tông (nhà Lê Trung Hưng)
- Vương Thúy Kiều
- Từ Hải